# Коваленко, Георгий Петрович
Георгий Петрович Коваленко (1920—1957) — майор Советской Армии, участник Великой Отечественной войны, Герой Советского Союза (1944).

## Биография
Георгий Коваленко родился 23 апреля 1920 года на станции Вырица (ныне — посёлок в Гатчинском районе Ленинградской области). Окончил семилетнюю школу и два курса механического техникума. В сентябре 1937 года Коваленко был призван на службу в Рабоче-крестьянскую Красную Армию. В 1940 году он окончил Балашовскую военную авиационную школу лётчиков. С августа 1941 года — на фронтах Великой Отечественной войны. Принимал участие в боях на Брянском, Крымском, Северо-Кавказском, Закавказском, 4-м Украинском, 2-м Белорусском фронтах.
К осени 1944 года капитан Георгий Коваленко командовал эскадрильей 103-го штурмового авиаполка 230-й штурмовой авиадивизии 4-й воздушной армии 2-го Белорусского фронта. К тому времени он совершил 169 боевых вылетов на штурмовку скоплений боевой техники и живой силы противника.
Указом Президиума Верховного Совета СССР от 26 октября 1944 года за «мужество и героизм, проявленные в боях» капитан Георгий Коваленко был удостоен высокого звания Героя Советского Союза с вручением ордена Ленина и медали «Золотая Звезда» за номером 4846.
После окончания войны Коваленко продолжил службу в Советской Армии. В 1950 году он окончил три курса Военного института иностранных языков, но был отчислен по болезни. С марта 1957 года майор Георгий Коваленко преподавал в Балашовском военном авиационном училище лётчиков. Трагически погиб 25 июня 1957 года. Первоначально был похоронен в Балашове, позднее перезахоронен на Преображенском кладбище Москвы.
Был также награждён тремя орденами Красного Знамени, орденами Александра Невского, Отечественной войны 2-й степени и Красной Звезды, рядом медалей.